# Čtyřicet zlodějek
Čtyřicet zlodějek (anglicky Forty Thieves, v anličtině známý i pod názvem Forty Elephants) byl londýnský zločinecký gang, který tvořily pouze ženy. Organizovaně kradl v obchodních domech, a to zejména oblečení a šperky. Vznikl zřejmě nejpozději na konci 18. století a existoval až do začátku druhé poloviny 20. století. Vrcholu své činnosti dosáhl za vedení Alice Diamondové (1886–1952).